# Linda Eshun
Linda Eshun (* 5. August 1992 in Sekondi-Takoradi, Western Region, Ghana) ist eine ghanaische Fußballspielerin.

## Karriere

### Verein
Eshun startete ihre Karriere bei den Hasaacas Ladies und ging 2010 für ein Studium in die USA, wo sie 3 Jahre lang für die Robert Morris Eagles auflief. Nach ihrer Rückkehr nach Ghana feierte sie 2 Meisterschaften und ging im Mai 2015 auf Leihbasis nach Island, zum UMF Vikingur. Im Winter 2015 kehrte sie zu Hasaacas Ladies zurück, bevor Eshun im Mai 2016 abermals auf Leihbasis in Island spielte, diesmal beim UMF Grindavík.

### Nationalmannschaft
Im Jahr 2010 spielte Eshun für die Black Princess (Ghana U-20) die U-20-Fußball-Weltmeisterschaft der Frauen 2010 in Deutschland und 2008 die U-17-Fußball-Weltmeisterschaft der Frauen 2008 in Neuseeland.
Seit dem Frühjahr 2014 gehört sie zum Kader für die A-Nationalmannschaft von Ghana.

## Persönliches
Zwischen 2010 und 2013 studierte Eshun Angewandte Gesundheitswissenschaften an der Robert Morris Universität in Illinois, USA.

## Erfolge
Sieger der Ghana Premier League:
- 2013[14], 2014[15] & 2015[16]